# Wilhelm Bertram (Admiral)
Wilhelm Bertram (* 4. November 1865; † 1959) war ein deutscher Konteradmiral der Kaiserlichen Marine.

## Leben
Wilhelm Bertram trat am 21. April 1884 in die Kaiserliche Marine ein. Mit der Ernennung nach RDA vom 16. April 1887 wurde er Unterleutnant zur See, war 1890 auf der Preußen und kam dann als Kompanieoffizier in die III. Matrosenartillerie-Abteilung. Ende 1890 wurde er zum Leutnant zur See befördert. Im April 1893 kam er auf die König Wilhelm.
Als Korvettenkapitän war er Erster Offizier auf der Mecklenburg und später von November 1905 bis Oktober 1906 Kommandant der Sperber. Er kam in der Sektion für Pensionsangelegenheiten und 1907 in der Militärischen Abteilung im Reichsmarineamt. Am 27. Januar 1909 zum Kapitän zur See befördert, war Mitglied des Zweiten Senats des Reichsmilitärgerichts in Berlin-Charlottenburg. Am 13. Oktober 1913 erhielt er den Charakter als Konteradmiral.
Im August und September 1914 war er in den Stab des Stellvertretenden Generalkommandos des X. Armee-Korps kommandiert und anschließend bis Januar 1918 Kommandeur des Gefangenenlagers in Celle.
1927 war er Gründungsmitglied der nach ihm benannten Marinekameradschaft „Admiral Bertram“.